# Lasiomma curtigena
Lasiomma curtigena är en tvåvingeart som först beskrevs av Ringdahl 1935.  Lasiomma curtigena ingår i släktet Lasiomma och familjen blomsterflugor. Inga underarter finns listade i Catalogue of Life.